# Strand of Oaks
Strand of Oaks is het project van de zanger, liedschrijver en producer Timothy Showalter (20 juli 1982, Goshen, Indiana, Verenigde Staten). Hij wordt geregeld begeleid door leden van andere bands (My Morning Jacket, Drive-by Truckers, Iron and Wine, ...).

## Biografie
Strand of Oaks speelt vooral rockmuziek en folk, variërend van melancholische, dromerige muziek tot stevig rockende songs. Vanaf 2003 schrijft Showalter zijn eigen liedjes, die vaak gebaseerd zijn op zijn persoonlijke omstandigheden. In 2009 bracht hij zijn eerste album uit, getiteld Leave Ruin, dat is geproduceerd door de multi-instrumentalist Lou Rogai, die onder meer gitaar, banjo, slide gitaar, piano en orgel speelt op dat album. Die plaat is uitgebracht op het indie label La Société Expéditionnaire.  
Het tweede album Pope Killdragon (2010) werd door Showalter in eigen beheer uitgebracht, evenals het derde album Dark Shores, dat werd geproduceerd door Ben Vehorn. Dit album werd opgenomen in de Tangering Sound Studios in Akron Ohio. Dit was het eerste album dat hij uitbracht met een volledige band.  
Strand of oaks bracht het vierde album HEAL uit op het label Dead Oceans. Voor dat album ontving hij veel nominaties en bekroningen. Showalter ging uitgebreid op tournee om dit nieuwe album onder de aandacht te brengen. Hij speelde o.a. in het voorprogramma van Jason Isbell, Iron and Wine en Ryan Adams en trad in 2014 op in het televisie-programma Late Night met Seth Meyers. 
Het vijfde album Hard Love werd opgenomen in de Rare Book Room in Brooklyn, New York. Het werd geproduceerd door Nicolas Vernhes en uitgebracht in februari 2017. In 2018 verscheen Harder Love, met demo’s, aangepaste versies en B-sides. 
Op 22 maart 2019 verscheen het nieuwste album Eraserland. Van dat album zijn twee singles verschenen: Weird Ways en Ruby. Op het album Eraserland wordt Snowalter onder anderen begeleid door Tommy Blankenship (bas), Patrick Hallahan (drums), Bo Koster (keyboards) en Carl Broemel (gitaar) van My Morning Jacket en Jason Isbell van Drive-by Truckers.  

## Discografie

### Albums
- Leave Ruin (2009)
- Pope Killdragon (2010)
- Dark Shores (2012)
- HEAL (2014)
- Hard Love (2017)
- Harder Love (2018)
- Eraserland (2019)
- In Heaven (2021)
- Miracle Focus (2024)

### Ep's
- Darker Shores (2013)

### Singles
- Spacestations (2012)
- Shut In (2014)
- Goshen '97 (2014)
- Radio Kids (2017)
- Weird Ways (2019)
- Ruby (2019)
- Keys (2019)